# Arctomelon
Arctomelon is een geslacht van weekdieren uit de klasse van de Gastropoda (slakken).

## Soorten
- Arctomelon benthale (Dall, 1896)
- Arctomelon boreale R. N. Clark, 2018
- Arctomelon harasewychi Oleinik, 1996 †
- Arctomelon lautenschlageri (Volobueva, 1981) †
- Arctomelon rateginense Oleinik, 1996 †
- Arctomelon ryosukei Habe & Ito, 1965
- Arctomelon stearnsii (Dall, 1872)
- Arctomelon tamikoae (Kosuge, 1970)

### Synoniemen
- Arctomelon paucicostatus => Boreotrophon paucicostatus Habe & Ito, 1965 => Boreotrophon candelabrum (Reeve, 1848)